# Julie Hagerty
Julie Beth Hagerty (Cincinnati, Ohio; 15 de junio de 1955) es una actriz y modelo estadounidense, reconocida por su interpretación de Elaine en las películas Airplane! (1980) y Airplane II: The Sequel (1982). Otras de sus apariciones en cine incluyen A Midsummer Night's Sex Comedy (1982), Lost in America (1985), A Guy Thing (2003) y A Master Builder (2014).

## Filmografía

### Cine
| Año  | Título                                     | Personaje                     | Notas                                   |
| ---- | ------------------------------------------ | ----------------------------- | --------------------------------------- |
| 1980 | Airplane!                                  | Elaine Dickinson              |                                         |
| 1982 | A Midsummer Night's Sex Comedy             | Dulcy Ford                    |                                         |
| 1982 | Airplane II: The Sequel                    | Elaine Dickinson              |                                         |
| 1985 | Lost in America                            | Linda Howard                  |                                         |
| 1985 | Goodbye, New York                          | Nancy Callaghan               |                                         |
| 1985 | Bad Medicine                               | Liz Parker                    |                                         |
| 1987 | Beyond Therapy                             | Prudence                      |                                         |
| 1987 | Aria                                       |                               | Segmento: "Les Boréades". No acreditada |
| 1989 | Bloodhounds of Broadway                    | Harriet MacKyle               |                                         |
| 1989 | Rude Awakening                             | Petra Black                   |                                         |
| 1990 | Reversal of Fortune                        | Alexandra Isles               | No acreditada                           |
| 1991 | What About Bob?                            | Fay Marvin                    |                                         |
| 1992 | Noises Off                                 | Poppy Taylor                  |                                         |
| 1995 | The Wife                                   | Rita                          |                                         |
| 1997 | U Turn                                     | Flo                           |                                         |
| 1998 | Mel                                        | Bonnie                        |                                         |
| 1999 | Held Up                                    | Gloria                        |                                         |
| 1999 | The Story of Us                            | Liza                          |                                         |
| 2000 | Baby Bedlam                                | Sindi                         |                                         |
| 2001 | Freddy Got Fingered                        | Julie Brody                   |                                         |
| 2001 | Storytelling                               | Fern Livingston               | Segmento: "No-Fiction"                  |
| 2002 | Bridget                                    | Julie                         |                                         |
| 2002 | The Badge                                  | Hermana Felicia               |                                         |
| 2003 | A Guy Thing                                | Dorothy Morse                 |                                         |
| 2005 | Adam & Steve                               | Sherry                        |                                         |
| 2005 | Pizza                                      | Darlene                       |                                         |
| 2005 | A Host of Trouble                          | Sister Cletus                 | Corto                                   |
| 2005 | Just Friends                               | Carol Brander                 |                                         |
| 2006 | A Slice of 'Pizza'                         | Darlene                       | Corto                                   |
| 2006 | She's the Man                              | Daphne Hastings               |                                         |
| 2006 | Pope Dreams                                | Kristina Venable              |                                         |
| 2009 | Confessions of a Shopaholic                | Hayley                        |                                         |
| 2009 | 2081                                       | Hazel Bergeron                | Corto                                   |
| 2009 | Make Up                                    | Dorris Hallens                | Corto                                   |
| 2013 | A Master Builder                           | Aline Solness                 |                                         |
| 2015 | Larry Gaye: Renegade Male Flight Attendant | Auxiliar de vuelo de ascensor |                                         |
| 2018 | Instant Family                             | Jan                           |                                         |
| 2019 | Marriage Story                             | Sandra                        |                                         |
| 2019 | Noelle                                     | Sra. Kringle                  |                                         |
| 2023 | Somebody I Used to Know                    | Libby                         |                                         |
| 2023 | Unos suegros de armas tomar                | Margie Browning               |                                         |

### Televisión
| Año       | Título                            | Personaje                        | Notas                                                  |
| --------- | --------------------------------- | -------------------------------- | ------------------------------------------------------ |
| 1980      | The Day the Women Got Even        | Lisa Harris                      | Película de televisión                                 |
| 1987      | Saturday Night Live               | Madre                            | 1 episodio                                             |
| 1987      | American Playhouse                | Corrinna Stroller                | "The House of Blue Leaves"                             |
| 1987      | Trying Times                      | Marsha                           | "The Visit"                                            |
| 1991      | Princesses                        | Tracy Dillon                     | Papel principal                                        |
| 1992      | Lucky Luke                        | Betty Lou                        | "Una note di mezza estate a Daisy Town"                |
| 1995      | Women of the House                | Jennifer Malone                  | "You Talk Too Much", "Bad Girl"                        |
| 1996      | London Suite                      | Anne Ferris                      | Película de televisión                                 |
| 1996      | Murphy Brown                      | Dana                             | "A Comedy of Eros", "Nobody's Perfect"                 |
| 1997      | Heaven Will Wait                  | Jane                             | Película de televisión                                 |
| 1997      | Remember WENN                     | Penelope Cominger                | "The First Mrs. Bloom"                                 |
| 1997      | ER                                | Brenda Wilkerson                 | "Calling Dr. Hathaway"                                 |
| 1998      | Tourist Trap                      | Bess Piper                       | Película de televisión                                 |
| 1998      | The Love Boat: The Next Wave      | Carrie Brook                     | "I Can't Get No Satisfaction"                          |
| 1998      | Reunited                          | Nikki Beck                       | Papel principal                                        |
| 1999      | King of the Hill                  | Ally                             | Voz. "Three Coaches and a Bobby"                       |
| 1999      | Boys Will Be Boys                 | Emily Clauswell                  | Película de televisión                                 |
| 1999      | Everybody Loves Raymond           | Charlotte                        | "Working Girl"                                         |
| 1999      | Jackie's Back!                    | Pammy Dunbar                     | Película de televisión                                 |
| 1999      | The Norm Show                     | Wendy                            | "Norm vs. Denby"                                       |
| 1999      | Chicken Soup for the Soul         | Mami                             | "The Giving Trees"                                     |
| 2002      | Greg the Bunny                    | Sandy Bender                     | "Father and Son Reunion"                               |
| 2003      | The Guardian                      | Helena Denby                     | "The Father-Daughter Dance"                            |
| 2003–2004 | Malcolm in the Middle             | Polly                            | Recurrente                                             |
| 2004      | Law & Order: Special Victims Unit | Mariel Plummer                   | "Careless"                                             |
| 2004      | Girlfriends                       | Dr. Rachel Miller                | "Leggo My Ego", "On the Couch", "Just the Three of Us" |
| 2007      | The Winner                        | Irene Abbott                     | Papel principal                                        |
| 2007      | CSI: Crime Scene Investigation    | Clarissa Niles                   | "Leapin' Lizards"                                      |
| 2009      | Cupid                             | Liv                              | "The Great Right Hope"                                 |
| 2011–2019 | Family Guy                        | Carol Pewterschmidt / Carol West | Voz. Recurrente                                        |
| 2012–2013 | Happy Endings                     | Sra. Kerkovich                   | "To Serb with Love", "Brothas & Sisters"               |
| 2014      | Wilfred                           | Genevieve                        | "Loyalty", "Patterns"                                  |
| 2016      | New Girl                          | Nancy                            | "What About Fred"                                      |
| 2017      | Trial & Error                     | Madame Rhonda                    | Papel recurrente                                       |
| 2018      | Grace and Frankie                 | Shirley                          | "The Death Stick"                                      |
| 2019–2020 | Black Monday                      | Jackie Georgina                  | Papel recurrente                                       |